# National Highway 7 (Indien)
National Highway 7 (NH 7) ist eine Hauptfernstraße in Indien mit einer Länge von 2.369 Kilometern. Sie durchquert den indischen Subkontinent etwa mittig von Nord nach Süd. Sie beginnt in Varanasi im Bundesstaat Uttar Pradesh und führt über Jabalpur, Nagpur, Hyderabad, Bengaluru und Madurai nach Kanyakumari nahe der Südspitze Indiens im Bundesstaat Tamil Nadu.